# Anna Mitkowska
Anna Maria Mitkowska (ur. 8 sierpnia 1949 r. w Krakowie) – polska architektka, profesor nauk technicznych. Jest autorką dokumentacji naukowej do wniosku RP o wpis krajobrazu sakralnego Kalwarii Zebrzydowskiej na listę światowego dziedzictwa UNESCO. W jej dorobku jest co najmniej 130 publikacji naukowych, w tym 16 książek. Jest autorką oraz współautorką ok. 180 opracowań studialnych i projektowych oraz ekspertyz konserwatorskich. 

## Życiorys
W 1973 ukończyła studia architektoniczne na Politechnice Krakowskiej, w 1978 doktoryzowała się, w 1992 habilitowała się za pracę pt. Sacro monte - park pielgrzymkowy. W 2000 uzyskała tytuł profesora nauk technicznych. Od 1980 do 2020 roku była zatrudniona na Politechnice Krakowskiej im. Tadeusza Kościuszki. Okresowo współpracowała również z: PAN O/Kraków, Politechniką Wrocławską, Instytutem Kształtowania Środowiska O/Wrocław, Wyższą Szkołą Pedagogiczną w Krakowie oraz Bielską Wyższą Szkołą im. J. Tyszkiewicza.
W latach 2001–2012 pełniła funkcję Rzeczoznawcy Ministra Kultury i Dziedzictwa Narodowego w zakresie ochrony krajobrazów kulturowych.
Jest członkiem honorowym Komisji Urbanistyki i Architektury na Oddziale PAN w Krakowie i Polskiego Komitetu Narodowego ICOMOS.
Od 2005 roku Honorowy Obywatel Gminy Lanckorona. 

## Publikacje
Źródło:.
1. Wambierzyce, Wrocław… 1984, wydaw. Ossolineum, „Śląsk w Zabytkach Sztuki”;
2. Sacro monte – park pielgrzymkowy, Kraków 1990, Wydaw. Politechniki Krakowskiej, monografia nr 101;
3. Sanktuarium Matki Bożej Mirowskiej w Pińczowie, Kraków Asyż 1990, „Biblioteka Franciszkańska”, (współautorstwo z O. Albinem Sroką OFM);
4. Śladami św. Franciszka z Asyżu w poszukiwaniu kompozycyjno-krajobrazowych źródeł Kalwarii Zebrzydowskiej, Kalwaria Zebrzydowska 1993, wydaw. Calvarianum, „Przyczynki do dziejów sanktuarium w Kalwarii Zebrzydowskiej”, nr 2;
5. Model postepowania konserwatorskiego dla zdewastowanych założeń ogrodowych…,Warszawa 1994, wydaw. Ośrodka Ochrony Zabytkowego Krajobrazu, „Studia i materiały. Ogrody”, nr 2 (8), (z zespołem);
6. Sacrum w ogrodach. Święte ogrody kalwaryjne i ich symbolika, Wydaw. Politechniki Krakowskiej, monografia nr 216, (praca zbiorowa pod redakcją i z tłumaczeniami z języka włoskiego A. Mitkowskiej);
7. Tezaurus sztuki ogrodowej, Warszawa 1997/98, wydaw. Rytm, (współautorstwo z Markiem Siewniakiem);
8. Kalwaria w Werkach pod Wilnem na tle kalwarii polskich i europejskich, Kraków 1998, wydawn. Lettra-Graphic;
9. Wniosek o wpis Kalwarii Zebrzydowskiej na Listę Światowego Dziedzictwa UNESCO, Warszawa 1998, staraniem Generalnego Konserwatora Zabytków RP, nakład 15 egz., (z zespołem współpracy technicznej);
10. Kalwaria Kaszubska i park Przebendowskich w Wejherowie, Kraków 2000, wydaw. Lettra-Graphic;
11. Polskie kalwarie, Wrocław Warszawa Kraków 2003; wydaw. Zakład Narodowy im. Ossolińskich;
12. Kalwaria na Górze Św. Anny…, Wrocław 2006, Franciszkańskie Wydawnictwo Św. Antoniego;
13. Sanktuarium Matki Bożej Śnieżnej Opiekunki Rodzin w Pilicy-Biskupicach…, Kraków Pilica 2008, staraniem Prowincji OFM w Krakowie;
14. Historia ogrodów europejskiego kręgu kulturowego, cz. I: Od starożytności do renesansu, Kraków 2012, wydaw. Politechniki Krakowskiej;
15. Historia ogrodów europejskiego kręgu kulturowego, cz. II: Od manieryzmu do końca XIX w., Kraków 2013, wydaw. Politechniki Krakowskiej, (z udziałem autorskim Katarzyny Łakomy i Katarzyny Hodor);
16. Historia sztuki dla studentów „architektury krajobrazu”, t. I. Od prehistorii poprzez kultury starożytne do początków średniowiecza, Kraków 2014 – 2016,staraniem własnym, na prawach rękopisu (rozpowszechnianie elektroniczne za zgodą autorki). Link do pdf
17. Historia sztuki dla studentów „architektury krajobrazu, t. II. Od romanizmu poprzez gotyk, renesans i manieryzm, barok i rokoko, klasycyzm, romantyzm i historyzm, do secesji, Kraków 2017-18, rękopis w końcowej fazie opracowania.